# Morti nel 1036
| Questa pagina contiene informazioni ricavate automaticamente dalle voci biografiche con l'ausilio del template Bio e di un bot. L'aggiornamento è periodico e automatico e ricostruisce completamente la pagina. Se manca una persona in questa lista, sei pregato di non aggiungerla, ma accertati piuttosto che la sua voce biografica contenga il template Bio e che i dati anagrafici siano correttamente compilati. Se il template Bio manca, inseriscilo tu stesso o, in alternativa, metti l'avviso {{tmp\|Bio}} che ne segnala la mancanza. Se i dati riportati sono sbagliati, correggi direttamente la voce biografica; le modifiche saranno visibili in questa lista entro pochi giorni. Per chiarimenti vedi il progetto biografie. La lista contiene solo le 12 persone che sono citate nell'enciclopedia e per le quali è stato implementato correttamente il template Bio. Pagina aggiornata al 26 mar 2025. |

- 15 maggio - Go-Ichijō, imperatore giapponese (n. 1008)
- 5 giugno - Meinwerk, vescovo cattolico tedesco
- 5 giugno - Ottone di Hammerstein, nobile tedesco
- 12 giugno - Teodaldo, vescovo italiano
- 13 giugno - Al-Zahir li-iʿzaz al-Din Allah, sovrano egiziano (n. 1005)
- 25 agosto - Pellegrino di Colonia, arcivescovo tedesco
- Alfred Aetheling, nobile inglese (n. 1005)
- Emilia di Gaeta, nobildonna italiana
- Hisham III ibn Muhammad, sovrano (n. 975)
- Sergio IV di Napoli, duca
- Yahya al-Muzáffar, re
- Abu Nasr Mansur, astronomo e matematico persiano (n. 970)